# Deer River, Minnesota
Deer River là một thành phố thuộc quận Itasca, tiểu bang Minnesota, Hoa Kỳ. Năm 2010, dân số của thành phố này là 930 người.

## Dân số
- Dân số năm 2000: 903 người.
- Dân số năm 2010: 930 người.